# Équipe de Cuba masculine de handball
L'équipe de Cuba masculine de handball représente la fédération de Cuba de handball lors des compétitions internationales, notamment aux Jeux olympiques et aux championnats du monde.
Cette formation était la meilleure nation américaine des années 1980 et 1990 et a ainsi participé à plusieurs reprises aux championnats du monde.

## Palmarès
- Championnat panaméricain
  -  Vainqueur (8) : 1979, 1981, 1983, 1985, 1989, 1994, 1996, 1998
  -  Finaliste (1) : 2000
  -  Médaille de bronze (1) : 2008
- Jeux panaméricains
  -  Vainqueur (3) :  1991, 1995, 1999
  -  Finaliste (1) : 1987
  -  Médaille de bronze (1) : 2007
- Championnat d'Amérique du Nord et des Caraïbes
  -  Vainqueur (2) : 2018 et 2024
  -  Deuxième (1) : 2014
  -  Troisième (1) : 2022
- Championnats du monde
  - Meilleur résultat : 8e place en 1999
- Jeux olympiques
  - Meilleur résultat : 11e place en 1980 et 2000

## Parcours détaillé

### Compétitions internationales
- Jeux olympiques
  - 1980 : 11e place
  - 1984 : Boycott
  - 1988 : non qualifié
  - 1992 et 1996 : forfait
  - 2000 : 11e place
  - 2004 à 2024 : non qualifié
- Championnats des pays émergents
  - 2019 (en) :  Vice-champion
  - 2023 (en) :  Champion
- Championnats du monde
  - 1982 : 13e place
  - 1986 : 15e place
  - 1990 : 14e place
  - 1993 : non qualifié
  - 1995 : 13e place
  - 1997 : 14e place
  - 1999 : 8e place
  - 2001 : forfait[Note 1]
  - 2003 à 2007 : non qualifié
  - 2009 : 20e place
  - 2011 à 2023 : non qualifié
  - 2025 : qualifié

### Compétitions continentales
Jeux panaméricains
- 1987 :  Vice-champion
- 1991 :  Champion
- 1995 :  Champion
- 1999 :  Champion
- 2003 : non qualifié
- 2007 :  3e place
- 2011 : non qualifié
- 2015 : 6e place
- 2019 : 5e place
- 2023 : 6e place

Championnat panaméricain
- 1979 :  Champion
- 1981 :  Champion
- 1983 :  Champion
- 1985 :  Champion
- 1989 :  Champion
- 1994 :  Champion
- 1996 :  Champion
- 1998 :  Champion
- 2000 :  Vice-champion
- 2002 à 2006 : non qualifié
- 2008 :  3e place
- 2010 : 4e place
- 2012 à 2016 : non qualifié
- 2018 : forfait[2]

Championnat d'Amérique du Nord et des Caraïbes
- 2014 :  Deuxième
- 2018 :  Champion
- 2020 : annulé à cause du Covid-19
- 2022 :  Troisième
- 2024 :  Champion

## Joueurs célèbres
Parmi les handballeurs cubains célèbres, on trouve
- Alexis Borges : ? sélections (puis  Portugal à compter de 2017)
- Rafael Capote : ? sélections (puis  Qatar à compter de 2014)
- Yoel Cuni Morales : international à compter de 2014
- Ivo Díaz (de) : 83 sélections (puis  Hongrie de 2004 à 2007)
- Julián Duranona : 270 sélections et meilleur buteur du Championnat du monde 1990 (1985-1994 puis  Islande à compter de 1996)
- Julio Fis : 28 sélections (avant 1999 puis  Espagne à compter de 2005)
- Ángel Hernández Zulueta (de) : ? sélections (puis  Portugal à compter de 2022)
- Jaliesky García (de) : 11 sélections (?-? puis  Islande à compter de 1999)
- Frankis Marzo : ? sélections (puis  Qatar à compter de 2018)
- Jorge Pabán (de) : au moins 56 sélections
- Carlos Pérez : 171 sélections (1991-1999, puis  Hongrie à compter de 2002)
- Alfredo Quintana : 23 sélections (avant 2010, puis  Portugal de 2014 à 2021),
- Vladimir Rivero : 191 sélections (avant 1999, puis  Hongrie de 2003 à 2004)
- Daymaro Salina (de) : ? sélections (puis  Portugal à compter de 2017)
- Rolando Uríos : 79 sélections et meilleur pivot et meilleur buteur du Championnat du monde 1999 (avant 2000 puis  Espagne de 2004 à 2006)

## Confrontations face à la France
| Rencontres | Victoires | Nuls | Défaites | Buts pour | Buts contre | Différence |
| ---------- | --------- | ---- | -------- | --------- | ----------- | ---------- |
| 8          | 6         | 0    | 2        | 215       | 167         | +48        |